# Urkanjärvi
Urkanjärvi är en sjö i kommunen Pälkäne i landskapet Birkaland i Finland. Arean är 41 hektar och strandlinjen är 4,73 kilometer lång. Sjön  ingår i Kumo älvs huvudavrinningsområde.   Den ligger omkring 44 kilometer sydöst om Tammerfors och omkring 130 kilometer norr om Helsingfors. 